# Bilanzkontinuität
Bilanzkontinuität ist im Rechnungswesen ein auf den Grundsätzen ordnungsmäßiger Buchführung beruhender Bilanzierungsgrundsatz, wonach mehrere zeitlich aufeinander folgende Jahresabschlüsse eines Unternehmens sowohl die gleichen Gliederungen aufweisen müssen (formelle Bilanzkontinuität) als auch möglichst gleichen Bewertungsprinzipien zu folgen haben (materielle Bilanzkontinuität).

## Allgemeines
Aus Informationen über die Vermögens-, Finanz- und Ertragslage eines Unternehmens zu verschiedenen Zeitpunkten lässt sich nur dann die Entwicklung des Unternehmens erkennen, wenn diese Informationen vergleichbar sind und sämtliche die Vergleichbarkeit beeinträchtigenden Faktoren ausgeblendet wurden. Aktionären, Gläubigern, Wettbewerbern, Kreditinstituten und dem Finanzamt soll der Einblick in die ohnehin schwierige Materie nicht noch durch mangelnde Vergleichbarkeit zusätzlich erschwert werden. Jahresabschlüsse müssen miteinander vergleichbar sein, um eingetretene wirtschaftliche Veränderungen eindeutig erkennen und beurteilen zu können. Beruhen hingegen Veränderungen auf unterschiedlichen materiellen und/oder formellen Bilanzierungsgrundlagen, so ist ein Vergleich nicht möglich und der Jahresabschluss für Zwecke der Finanzanalyse unbrauchbar.

## Kriterien der Bilanzkontinuität
Rechtsgrundlagen sind in Deutschland § 252 Abs. 1 Nr. 1 HGB, in Österreich § 201 Abs. 2 Ziffer 1 UGB. Mit einem Wechsel der Ausweis- und Bewertungsmethoden kann eine willkürliche Beeinflussung des Bilanz- und Gewinn- und Verlustrechnungs-Bildes erreicht werden, wodurch eingetretene wirtschaftliche Veränderungen verschleiert oder gar erst suggeriert werden könnten. Dem wollen die gesetzlichen Bestimmungen möglichst vorbeugen. Bei der Bilanzkontinuität wird unterschieden zwischen formeller und materieller Kontinuität.

### Formelle Bilanzkontinuität
Die formelle Kontinuität schreibt vor, dass stets dieselben Gliederungsbegriffe und -schemata zu verwenden sind. Bei der Bilanzidentität (Bilanzenzusammenhang) wird gefordert, dass die Eröffnungsbilanz der Rechnungsperiode mit der Schlussbilanz der vorangegangenen Rechnungsperiode übereinstimmt (§ 252 Abs. 1 Nr. 1 HGB). Der Anfangsbestand einer Rechnungsperiode muss danach mit dem Endbestand der vorherigen Rechnungsperiode übereinstimmen. In der Eröffnungsbilanz müssen die Wertansätze eines Geschäftsjahres mit den angesetzten Werten der Schlussbilanz des vorhergehenden Jahres identisch sein. Damit wird die Grundvoraussetzung der Vergleichbarkeit, sowohl im Zeitablauf als auch bei verschiedenen Unternehmen, zum gleichen Zeitpunkt geschaffen.
Der Grundsatz der formellen Bilanzkontinuität wird nach einer steuerlichen Außenprüfung allerdings durchbrochen. Führt diese Außenprüfung zu Änderungen, so muss die letzte noch änderbare Bilanz angepasst werden, während die Vorjahresbilanz nicht mehr verändert wird. Dadurch stimmt der Anfangsbestand mit dem Endbestand der Vorperiode ausnahmsweise nicht überein.

### Materielle Bilanzkontinuität
Die materielle Kontinuität verlangt, dass die einzelnen Positionen des Jahresabschlusses stets auf gleiche Weise zu ermitteln, abzugrenzen und zusammenzustellen sind. Im Hinblick auf die Bewertung (§ 252 Abs. 1 Nr. 6 HGB) handelt es sich dabei im deutschen Recht seit Mai 2009 um eine Muss-Vorschrift, von der in begründeten Ausnahmefällen abgewichen werden darf (siehe § 252 Abs. 2 HGB). Auch im österreichischen UGB ist der Grundsatz eine Muss-Vorschrift, jedoch wird im letzten Satz des § 201 UGB eine Abweichung bei Vorliegen besonderer Umstände erlaubt.
Insbesondere dürfen die einmal gewählten Abschreibungsmethoden nicht willkürlich gewechselt werden (§ 253 Abs. 2 HGB). Wird die Bewertungsstetigkeit ausnahmsweise durchbrochen, müssen im Jahresabschluss die hieraus resultierenden Veränderungen in der Gewinn- und Verlustrechnung beschrieben und begründet werden. Eine Verletzung der Bewertungsstetigkeit liegt etwa vor, wenn bei den Herstellungskosten die Kostenbestandteile (§ 252 Abs. 2 Satz 3 und 4 HGB) entgegen früherer Übung in die Herstellungskosten einbezogen oder aus ihnen herausgenommen werden. Dies bedeutet nicht sofort einen Verstoß gegen die materielle Bilanzkontinuität, solange derartige Bewertungsänderungen sachlich begründet werden können.

### Stetigkeit des Bilanzansatzes
Durch das Bilanzrechtsmodernisierungsgesetz (BilMoG) wurde im Mai 2009 das Gebot der Ansatzstetigkeit zum Bilanzierungsgrundsatz erhoben. Sieht das Gesetz Ansatzwahlrechte vor, müssen demnach einmal ausgeübte Ansatzwahlrechte beibehalten bleiben (Ansatzstetigkeit; § 246 Abs. 3 HGB). Es gibt jedoch nur noch wenige Ansatzwahlrechte, die hiervon betroffen sind, nämlich Disagio (§ 250 Abs. 3 HGB), das Passivierungswahlrecht bei Pensionszusagen (Art. 28 Abs. 1 EGHGB) und die Aktivierung von selbst geschaffenen immateriellen Vermögensgegenständen des Anlagevermögens (§ 248 Abs. 2 HGB). Abweichungen hiervon sind gemäß § 252 Abs. 2 HGB nur in begründeten Ausnahmefällen zulässig.